# Cowania wheeleri
Cowania wheeleri là một loài ruồi trong họ Tachinidae.